# Phyllachora noblei
Phyllachora noblei är en svampart som beskrevs av Chardón 1932. Phyllachora noblei ingår i släktet Phyllachora och familjen Phyllachoraceae.   Inga underarter finns listade i Catalogue of Life.